# Пепел Клааса стучит в моё сердце

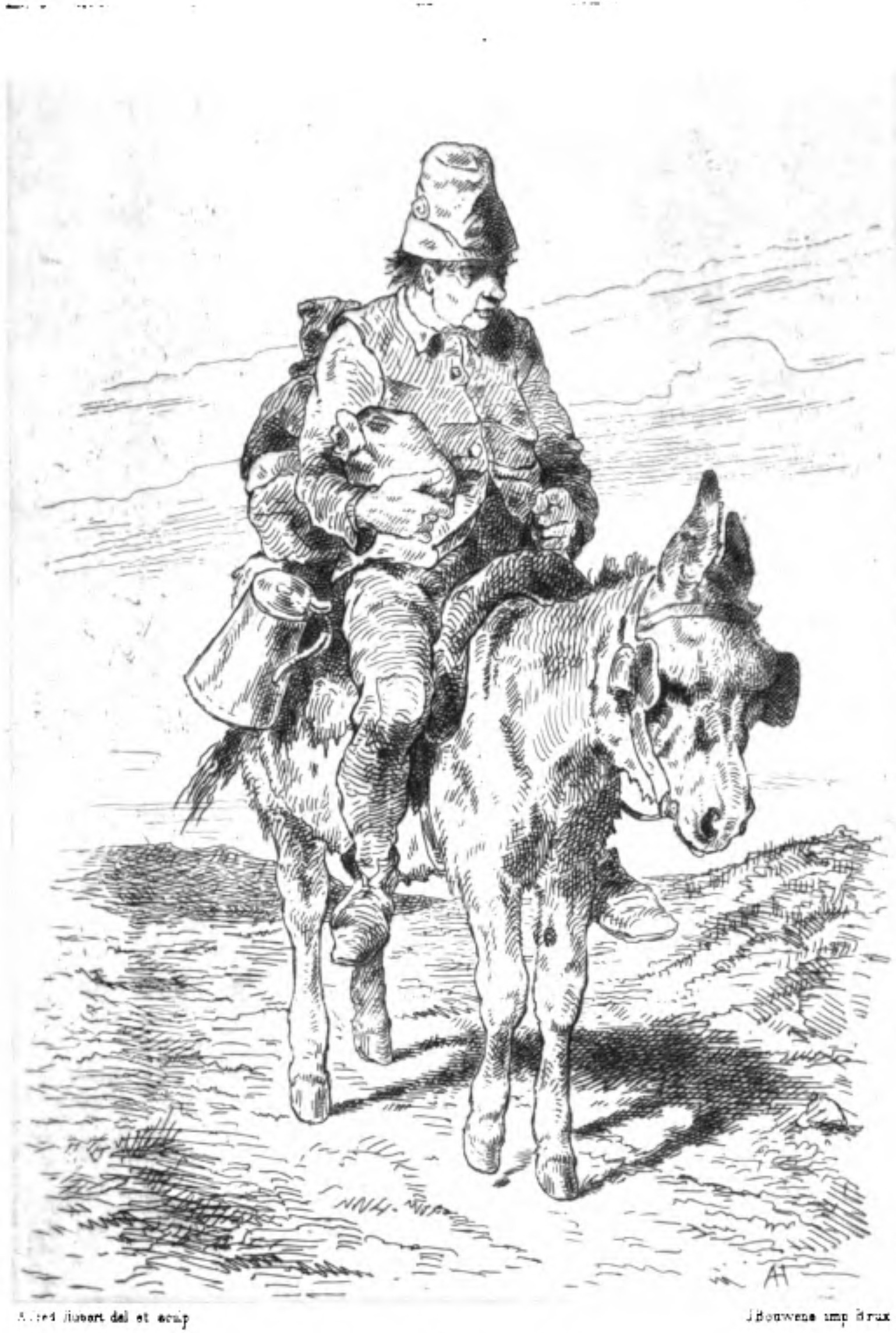
Тиль с отцом Клаасом верхом на осле

«Пепел Клааса стучит в моё сердце» (фр. Les cendres de Claes battent sur ma poitrine) — крылатое выражение, означающее возвращение к памяти о погибших, напоминание об отмщении, призыв о возмездии врагу. Восходит к франкоязычному роману бельгийского писателя Шарля де Костера «Легенда о Тиле Уленшпигеле и Ламме Гудзаке, их приключениях — забавных, отважных и достославных во Фландрии и иных странах» (1867). Действие происходит в Габсбургских Нидерландах XVI века, где господствуют испанские феодалы и католическая церковь, эксплуатирующих богатства страны. Против них на борьбу поднялись нидерландские патриоты, а испанские захватчики отвечают населению террором. Тиль Уленшпигель родился во Фландрии в семье угольщика Клааса и крестьянки Сооткин. Из-за вольнодумства и острого языка его обвиняют в ереси и на три года изгоняют из родной страны. Вернувшись он застаёт несчастье в семье. По доносу соседа-рыбника был арестован и обвинён в ереси его отец Клаас, которого сжигают на костре. На следующий день после казни Сооткин и Тиль проникают на пепелище, где собирают немного пепла. Мать Тиля из чёрного и красного кусочков ткани мастерит мешочек, куда помещает прах Клааса. После этого она вешает реликвию на шею сыну и произносит: «Пусть этот пепел, который был сердцем моего мужа, в красном, подобном его крови, и в чёрном, подобном нашей скорби, будет вечно на твоей груди, как пламя мести его палачам». После смерти матери Тиль присоединятся к борьбе против испанцев, а пепел отца придаёт ему сил, непреклонности в тяжёлых испытаниях. На протяжении романа он произносит фразу «Пепел Клааса стучит в моё сердце» неоднократно, в том числе и в различных вариациях.  